# August Grunau

August Grunau

August Grunau (* 12. Juli 1881 in Klingerswalde, Kreis Heilsberg; † 21. Juni 1931 in Oppeln) war ein deutscher Gewerkschafter und Politiker der Deutschen Zentrumspartei.

## Leben und Werk
Grunau war nach der Volksschule 1895/96 landwirtschaftlicher Arbeiter, dann bis 1913 Fabrikarbeiter in Westfalen und Hannover. Seit 1907 betätigte er sich im Zentralverband Christlicher Fabrik- und Transportarbeiter Deutschlands und war bis 1913 ehrenamtlicher Vorsitzender der Ortsgruppe Hannover. 1913 wurde er dort Gewerkschaftssekretär und wechselte in dieser Position später nach Nürnberg. Seit 1919 war Grunau Bezirksleiter seiner Gewerkschaft für die Provinzen Posen und Schlesien mit Sitz in Breslau.
Der Gewerkschaftssekretär gehörte für die Zentrumspartei 1919 bis 1920 der Weimarer Nationalversammlung an, wobei er im Wahlkreis 9 (Breslau) gewählt worden war.